# Kittredge
Kittredge es un lugar designado por el censo ubicado en el condado de Jefferson en el estado estadounidense de Colorado. En el Censo de 2010 tenía una población de 1.304 habitantes y una densidad poblacional de 267,24 personas por km².

## Geografía
Kittredge se encuentra ubicado en las coordenadas 39°39′32″N 105°18′16″O / 39.65889, -105.30444. Según la Oficina del Censo de los Estados Unidos, Kittredge tiene una superficie total de 4.88 km², de la cual 4.88 km² corresponden a tierra firme y (0%) 0 km² es agua.

## Demografía
Según el censo de 2010, había 1.304 personas residiendo en Kittredge. La densidad de población era de 267,24 hab./km². De los 1.304 habitantes, Kittredge estaba compuesto por el 95.63% blancos, el 0.54% eran afroamericanos, el 0.69% eran amerindios, el 0.69% eran asiáticos, el 0% eran isleños del Pacífico, el 0.61% eran de otras razas y el 1.84% pertenecían a dos o más razas. Del total de la población el 3.76% eran hispanos o latinos de cualquier raza.
Según la Oficina del Censo en 2000 los ingresos medios por hogar en la localidad eran de $55,982, y los ingresos medios por familia eran $57,143. Los hombres tenían unos ingresos medios de $38,571 frente a los $31,000 para las mujeres. La renta per cápita para la localidad era de $29,455. Alrededor del 2,9% de la población estaba por debajo del umbral de pobreza.